# Autjojaure
Autjojaure är en sjö i Vilhelmina kommun i Lappland och ingår i Ångermanälvens huvudavrinningsområde. Sjön har en area på 2,07 kvadratkilometer och ligger 898 meter över havet. Sjön avvattnas av vattendraget Fiskonbäcken.

## Delavrinningsområde
Autjojaure ingår i det delavrinningsområde (720871-145603) som SMHI kallar för Utloppet av Autjojaure. Medelhöjden är 926 meter över havet och ytan är 7,86 kvadratkilometer. Räknas de 3 avrinningsområdena uppströms in blir den ackumulerade arean 12,88 kvadratkilometer. Fiskonbäcken som avvattnar avrinningsområdet har biflödesordning 2, vilket innebär att vattnet flödar genom totalt 2 vattendrag innan det når havet efter 381 kilometer. Avrinningsområdet består mestadels av kalfjäll (72 procent). Avrinningsområdet har 2,18 kvadratkilometer vattenytor vilket ger det en sjöprocent på 27,8 procent.